# Amphisbetia pacifica
Amphisbetia pacifica is een hydroïdpoliep uit de familie Sertulariidae. De poliep komt uit het geslacht Amphisbetia. Amphisbetia pacifica werd in 1931 voor het eerst wetenschappelijk beschreven door Stechow. 